# Teatro cívico de Wagga Wagga
El Teatro cívico de Wagga Wagga (en inglés: Wagga Wagga Civic Theatre) se localiza en Wagga Wagga, Nueva Gales del Sur, Australia, en el Centro Cívico de Wagga Wagga. Se encuentra junto a la laguna Wollundry, y la galería de arte y Anfiteatro Wollundry. El Teatro cívico abrió sus puertas en 1963. Fue renovado entre los años 1999 y 2000, produciéndose su reapertura en mayo de 2000.
El auditorio principal tiene un aforo para 488 personas y cuenta con un espacio para orquestas con capacidad para 38 músicos.